# Flick of the Finger
Flick of the Finger è una canzone della rock band inglese Beady Eye. Si tratta del primo singolo promozionale estratto dal secondo album della band. L'uscita del nuovo brano era attesa per il 15 aprile 2013 secondo quanto affermato dalla rivista NME sul proprio sito, ma il brano è stato diffuso in anteprima dalla stazione radio statunitense KCRW il 5 aprile.
Il pezzo si chiude con una lunga citazione del rivoluzionario francese Jean-Paul Marat letta dal personaggio televisivo iraniano Kayvan Novak, meglio noto come Fonejacker, dal nome del popolare show che conduce per la TV britannica.
Secondo quanto dichiarato da Andy Bell in un'intervista concessa al settimanale ShortList e diffusa qualche giorno dopo la prima trasmissione del brano, il pezzo esisteva da alcuni anni sotto forma di demo composto da Liam Gallagher e Gem Archer, ma è stato completamente rivisitato e il suo testo è stato riscritto ex novo da Bell e Archer.

## Tracce
Tutte le canzoni sono state scritte da Liam Gallagher, Gem Archer e Andy Bell.
1. Flick of the Finger – 3:42

## Citazione
Il pezzo si chiude con una lunga citazione del rivoluzionario francese Jean-Paul Marat.
(Jean-Paul Marat)

## Video
Il videoclip ufficiale della canzone, pubblicato l'11 aprile sul canale YouTube ufficiale della band, mostra varie sequenze di squali che saltano fuori dall'acqua per cibarsi di uccelli. Qualcuno l'ha letto come un riferimento ai Noel Gallagher's High Flying Birds.